# Les Lumières de ma ville

 Les Lumières de ma ville  est un film, en noir et blanc, de Jean-Yves Bigras produit en 1950.

## Synopsis
Au cœur de Montréal, en particulier dans le milieu des affaires artistiques, les personnages font face à leur communauté en perte de valeurs, où règnent l’exploitation et la corruption avec son lot d’angoisse et d’isolement pour les sujets qui la composent.

## Fiche technique
- Réalisation : Jean-Yves Bigras
- Production : Roger Garand
- Scénario : Jean-Yves Bigras et Roger Garand, à partir de l’idée originale de Jean-Marie Poirier, et Rudel Tessier pour les dialogues.
- Photographie : Roger Racine, José Mena
- Son : Walter Burlone, Yves Lafond assisté de Claude Pelletier.
- Montage : Jean-Yves Bigras
- Musique : Allan McIver, Pierre Petel

## Distribution
- Guy Mauffette : Roger Martin
- Huguette Oligny : Hélène Clément
- Monique Leyrac : Monique Fontaine
- Paul Berval : Marcel Genest
- Denise Proulx : Denise Le Royer
- Maurice Gauvin : Mathias
- Jeanne d’Arc Beaudoin : Mme Le Royer
- Nana de Varennes : Sophie Clément
- François Laroche
- Claude Lapointe : M. Le Royer
- Jeanne Frey : Marie Clément
- Albert Duquesne : M. Duval
- Paul Guèvremont : Le capitaine
- René Lévesque : Le narrateur